# Gelbe Ragwurz
Die Gelbe Ragwurz (Ophrys lutea)  ist eine Art aus der Gattung der Ragwurzen (Ophrys) der Familie der Orchideen (Orchidaceae). 

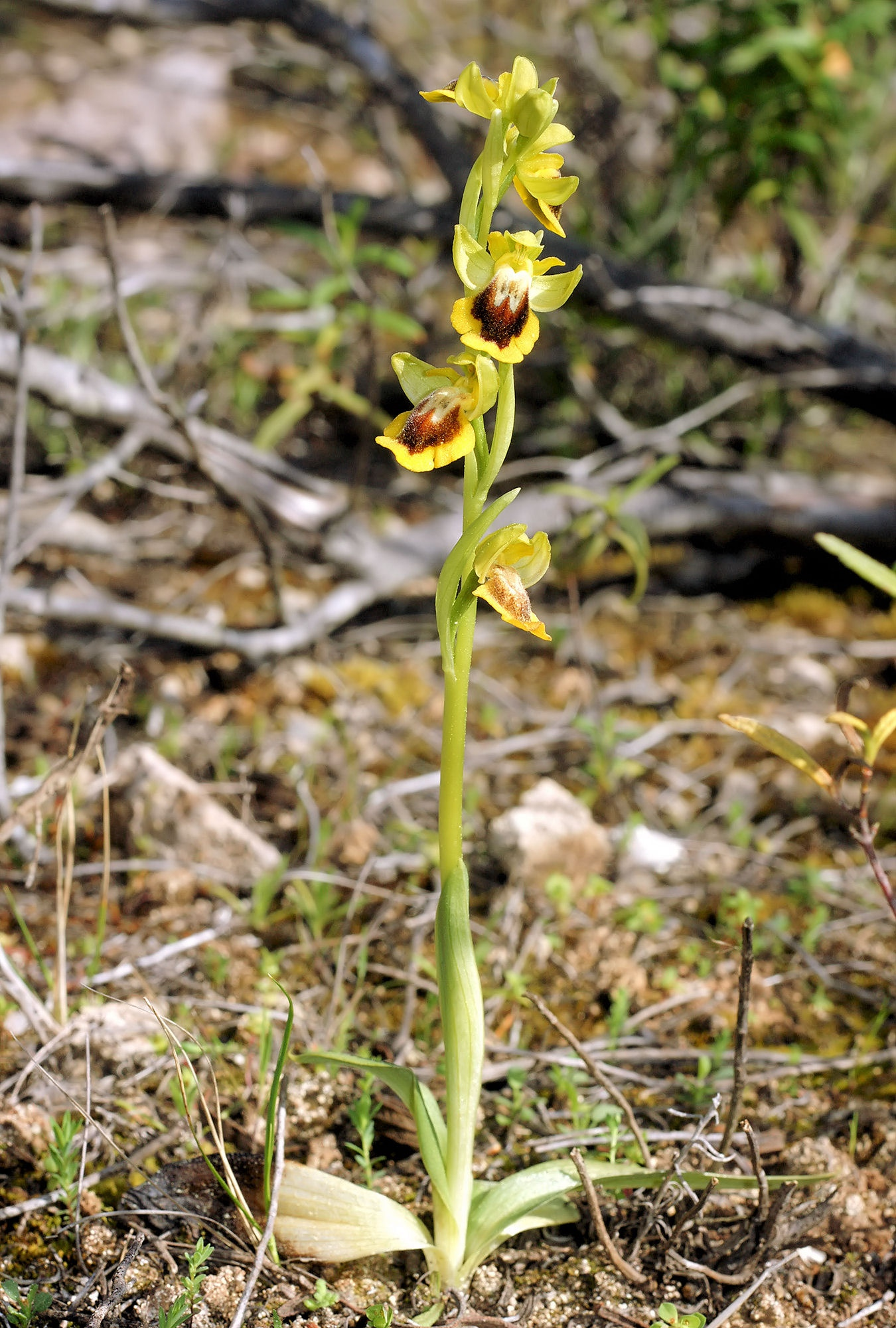
Die Gelbe Ragwurz in Mallorca

## Merkmale
Diese ausdauernde krautige Pflanze erreicht normalerweise Wuchshöhen zwischen 10 und 25 cm; man hat aber auch schon Exemplare gefunden, die 40 cm hoch waren. Am Grund des Stängels findet man ein bis zwei schuppenartige Laubblätter. Drei bis sechs Laubblätter bilden eine Grundrosette.
Die unteren Tragblätter sind etwas länger als die Fruchtknoten. Die Kelchblätter sind gelb-grün gefärbt. Auch die kahlen seitlichen Kronblätter weisen diese Farbe auf. Sie sind aber am Rand oft leicht gewellt. Die Lippe ist dreilappig und in der Mitte dunkel- bis schwarzviolett gefärbt.

## Vorkommen
Die Gelbe Ragwurz kommt in fast allen Ländern vor, die an das Mittelmeer angrenzen. Sie fehlt nur in Ägypten. Man findet diese Pflanzen-Art in lichten Wälder, Garriguen, auf Magerrasen und ehemaligem Kulturland mit basenreichen und meist kalkhaltigen Böden.

## Taxonomie
Die Gelbe Ragwurz wurde im Jahr 1793 von dem spanischen Botaniker Antonio José Cavanilles in Icones et Descriptiones Plantarum, quae aut sponte . . . Band 2, Seite 46, Tafel 160 neu und gültig  beschrieben, nachdem sie schon im Jahr 1764 von dem französischen Botanikprofessor Antoine Gouan (1733–1821) zunächst als Varietät Ophrys insectifera var. lutea Gouan bezeichnet worden war. Dieser ältere Name wird heute als ein Synonym betrachtet.

## Unterarten

### Ophrys luteasubsp.lutea
Der Blütenstand dieser Unterart umfasst im Normalfall eine bis vier Blüten, aber manchmal gibt es auch Exemplare mit bis zu 6 Blüten. Die Kelchblätter werden zwischen 11 und 13 und die seitlichen Kronblätter zwischen 7 und 8 mm lang. Der kahle Lippenrand ist leuchtend gelb und wird bis zu 6 mm breit.
Die Blütezeit ist zwischen Februar und Mai anzusetzen. Die Chromosomenzahl beträgt 2n = 36.
Man findet Ophrys lutea subsp. lutea vor allem in den meridionalen Zonen des Mittelmeerraums bis zu einer Höhe von 1800 Metern Meereshöhe. Als Bestäuber wurden Andrena cineraria und Andrena senecionis beobachtet.

### Galilaea-Ragwurz (Ophrys luteasubsp.galilaea)
Bei Ophrys lutea subsp. galilaea (H.Fleischm. & Bornm.) Soó findet man an einem Blütenstand zwei bis sechs, manchmal aber auch bis zu neun Blüten. Die Kelchblätter werden zwischen 7 und 10 mm und die seitlichen Kronblätter zwischen 4,5 und 7,5 mm lang. Der Lippenrand ist leuchtend grünlich-gelb und zwischen einem und drei mm breit. Die Lippe ist oft hell behaart. Diese Unterart blüht von Januar bis Juni und man findet sie in Israel, im Libanon, in der Türkei und auf Inseln in der Ägäis bis zu einer Höhe von 1100 Metern Meereshöhe. Als Bestäuber wurde Andrena taraxaci beobachtet.

### Ophrys luteasubsp.melena
Ophrys lutea subsp. melena Renz, die Dunkellippige Ragwurz sieht der oben beschriebenen Ophrys lutea subsp. galilaea sehr ähnlich. Nur der Lippenrand ist kahl oder dunkel behaart und besitzt keine oder nur eine schmale gelbe Umrandung. Man kann die Blüten von März bis April beobachten. Das Verbreitungsgebiet erstreckt sich über die südliche Balkanhalbinsel bis nach Südalbanien. Im Gebirge trifft man diese Orchidee bis zu 1300 Metern Meereshöhe an. Als Bestäuber wurde Andrena transitoria beobachtet.

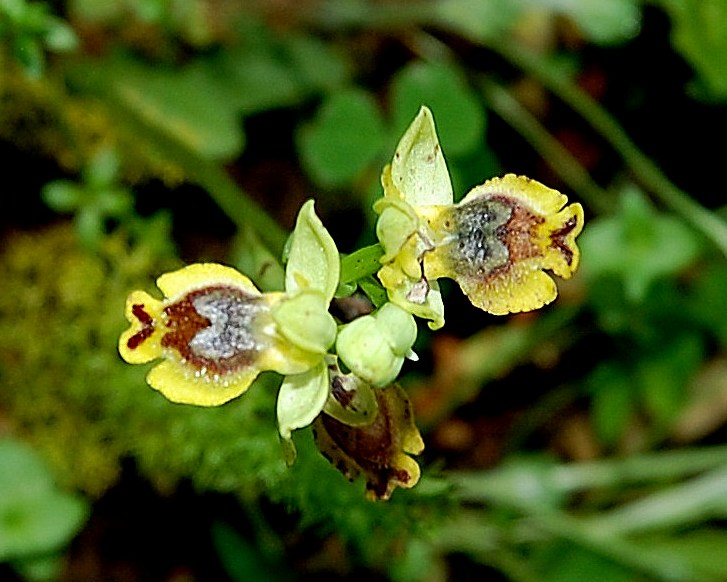
Kleinblütige Gelbe Ragwurz (Ophrys lutea subsp. minor)

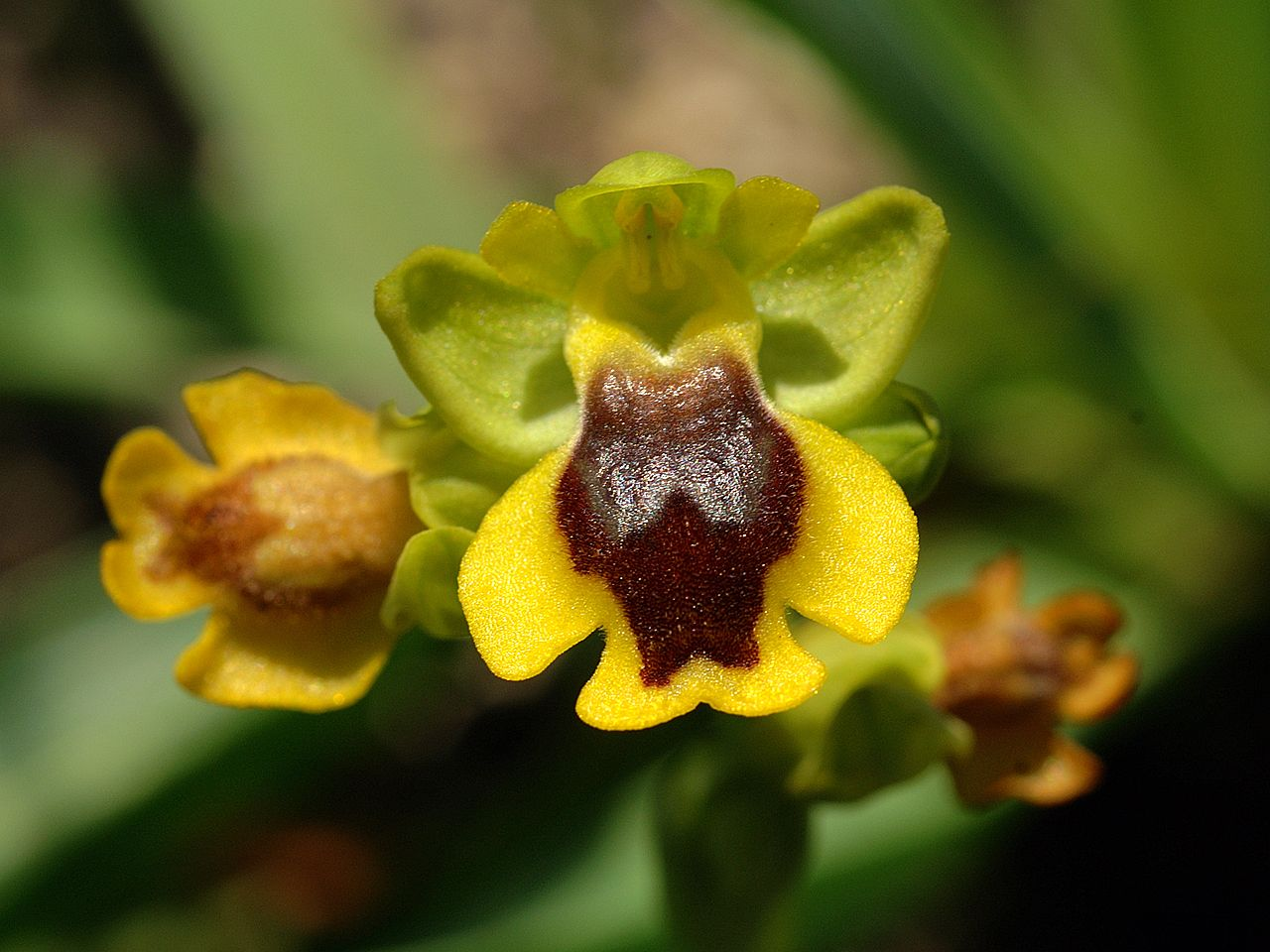
Phrygana-Ragwurz (Ophrys lutea subsp. phryganae)

### Ophrys luteasubsp.murbeckii
Das Verbreitungsgebiet von Murbecks Ragwurz (Ophrys lutea subsp. murbeckii (H.Fleischm.) Soó) umfasst Marokko, Algerien, Tunesien, Sizilien, Spanien und Frankreich. Sie gedeiht in Höhenlagen zwischen 0 und 800 Metern Meereshöhe. Die Chromosomenzahl beträgt 2n = 36.

### Weitere Unterarten
Man kann weitere Unterarten unterscheiden:
- Monte-Lauro-Ragwurz (Ophrys lutea subsp. laurensis (Geniez & Melki) Kreutz): Es ist ein Endemit des Monte Lauro in Sizilien, wo diese Unterart in Höhenlagen zwischen 850 und 960 Metern Meereshöhe vorkommt.[3]
- Kleinblütige Gelbe Ragwurz (Ophrys lutea subsp. minor (Tod.) O.Danesch & E.Danesch ex Gölz & H.R.Reinhard, Syn.: Ophrys sicula Tineo): Sie kommt in Marokko, Algerien, Tunesien, Sizilien, Malta, in Süditalien und auf Dalmatinischen Inseln und vielleicht auch weiter östlich vor. Sie wächst in Höhenlagen zwischen 0 und 1600 Metern Meereshöhe. Als Bestäuber wurde Andrena hesperia und Andrena taraxaci beobachtet.[3]
- Phrygana-Ragwurz (Ophrys lutea subsp. phryganae (Devillers-Tersch. & Devillers) Melki): Sie kommt in Griechenland und in der südwestlichen Türkei in Höhenlagen zwischen 0 und 900 Metern Meereshöhe vor. Als Bestäuber wurde Andrena panurgimorpha beobachtet.[3]